# Philo Paz Armand
Philo Paz Patrick Armand (Jacarta, 12 de março de 1996) é um automobilista indonésio que disputou a GP2 Series e o Campeonato de Fórmula 2 da FIA.
Estreou em 2006, no kart, permanecendo até 2012 correndo em provas da modalidade em nívei nacional e regional. Neste último ano, migrou para os monopostos, competindo em 2 corridas pela Fórmula Renault BARC Winter Series. Entre 2013 e 2015, competiu nas Fórmulas Renault 2.0 NEC, Alpes, Eurocopa 2.0 e 3.5.

## GP2/Fórmula 2
Armand assinou com a equipe Trident Racing para a disputa da temporada 2016 da GP2 Series, não chegando nenhuma vez à zona de pontuação. Seu melhor resultado foi um 14º lugar na Rodada 4 da Áustria. Fechou o campeonato em 24º. Para 2017, teve o contrato renovado com a equipe para disputar o Campeonato de Fórmula 2 da FIA.